# Lota
Lota là một thành phố của Chile. Lota có diện tích 136 km², dân số năm 2002 là 49.089 người.